# Język nzebi
Język nzebi albo njabi – język z rodziny bantu, używany w Gabonie i Kongu. W 1978 roku liczba mówiących wynosiła ok. 50 tysięcy.